# Sheer Terror
Sheer Terror, to amerykańska grupa muzyczna wykonująca hardcore. Zespół powstał 1984 roku w Nowym Jorku. W 1998 roku zespół został rozwiązany, reaktywowany został w roku 2004 koncertem w nowojorskim klubie CBGB. W 2005 roku natomiast ukazała się kompilacja DVD pt. Beaten By The Fists Of God upamiętniająca reaktywacje.

## Dyskografia
- One Big Crowd (kompilacja, Big City Records, 1985)
- No Grounds For Pity (demo, 1986)
- Fall From Grace - (demo, 1987)
- Where the Wild Things Are (kompilacja, Blackout! Records, 1989)
- Live @ CBGB 7" (Blackout! Records, 1989)
- Just Cant Hate Enough (Blackout! Records, 1990)
- I Need Lunch (split z Crawlpappy) (Blackout! Records, 1990)
- Ugly and Proud (Maze Records, 1991)
- Thanks Fer Nuthin (Blackout! Records, 1992)
- Old, New Borrowed, and Blue (Blackout! Records, 1994)
- Love Songs For The Unloved (MCA Records, 1995)
- No Grounds For Pity (kompilacja, Blackout! Records Europe, 1996)
- Bulldog Edition (kompilacja, Blackout! Records, 2001)
- Beaten By The Fists Of God (DVD, Thorp Records, 2005)